# 比提尼人
比提尼人是色雷斯人一個部族，與希利人一起移居安纳托利亚的比提尼亞－一個以他們的名稱命名的地區。希羅多德、色諾芬及斯特拉博都在他們的著作中顯示比提尼人及希利人一起在比提尼亚及希利亞定居。根據希羅多德的記述，色雷斯比提尼亚人原本居住在斯特里蒙河（Strymon River，即現今斯特魯馬河）一帶，並被稱為斯特里蒙人（Strymonians）。